# 重慶市 (中華民國)
重慶市，通稱重慶（郵政式拼音：Chungking;）簡稱「渝」，曾在抗戰期間作為中華民國陪都。其為中華民國在丟失中國大陸統治前所設立的12個院轄市之一，亦是中部地區4個院轄市之一。

## 歷史
1911年（宣統三年），由于修建成渝铁路案搁浅，爆发了保路运动。1913年，四川军政府废府设道，以道统县。废重庆府，置川东道。1921年（民國十年），刘湘在重庆设置商埠督办处，任命杨森为督办，筹办市政。其时重庆市区范围未定，权以巴县城关即今渝中半岛部分及原江北县城附近一带居民区为辖区。1922年（民國十一年），将商埠督办处改为市政公所。1926年(民國十五年)，又改为商埠督办公署，拓展城区，开始进行城市建设。1927年（民國十六年），又将商埠督办公署改为市政厅，潘文华任市长，划定重庆两江上下游南北两岸30华里为市区，但无明确边界。
1929年（民國十八年）重庆从巴县分离，正式建市，编制为国民政府二级乙等省辖市归四川省管辖，首任市长潘文华。1916年至1935年升为院辖市之前，先后7次在重庆设立四川省长行署、四川省长公署、四川督军公署、四川省政府。是当时四川省实际上的政治中心。1936年改设四川省代为管理的一等院辖市（即地区代管的直辖市），并管理貴州省桐梓、遵义地区。

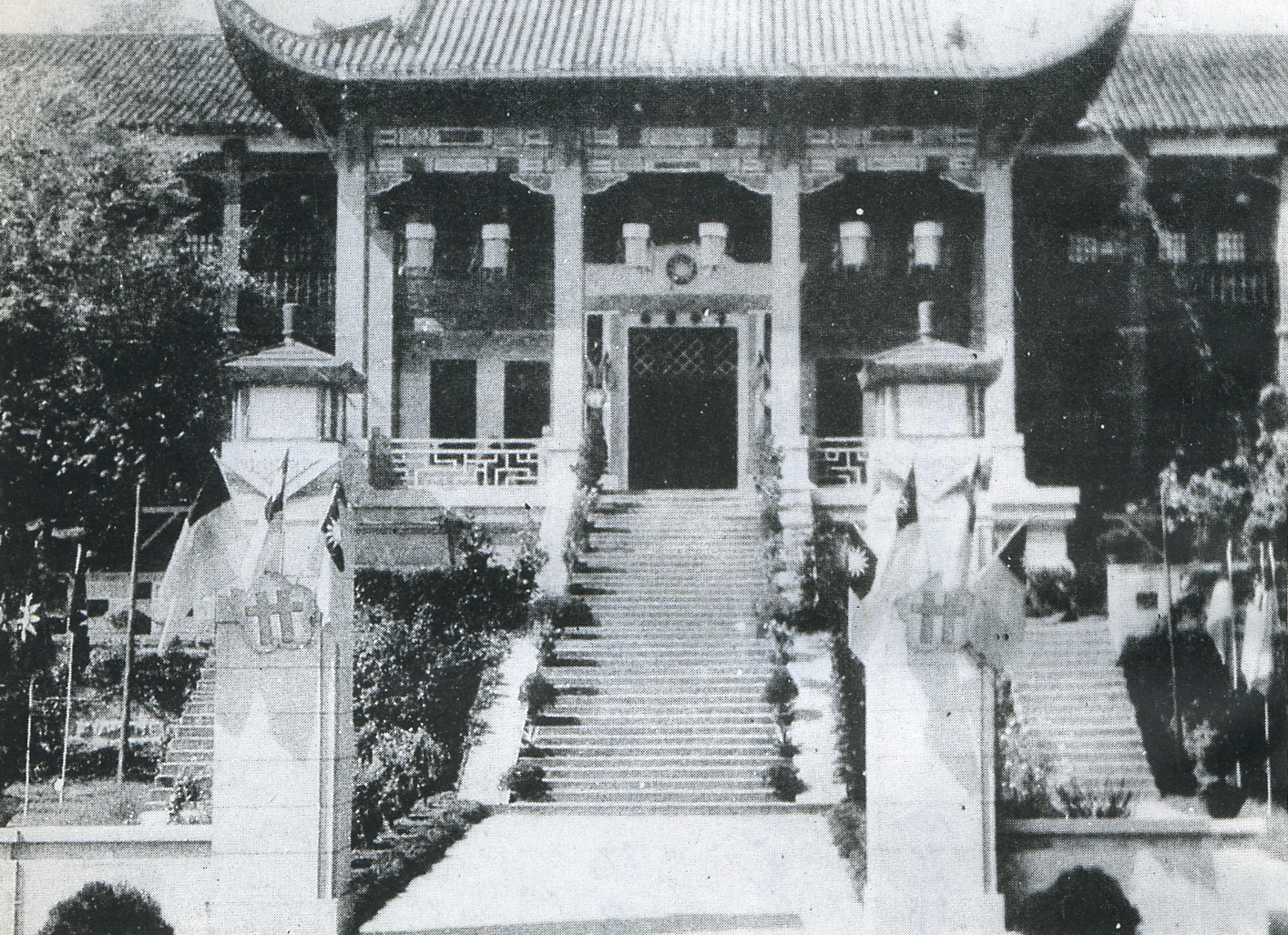
抗战时期国民政府礼堂

1937年7月淞沪会战打响后不久，国军便陷入被动，蒋中正为防止首都被攻陷后陷入混乱，国民政府于1937年11月颁布《国民政府移驻重庆宣言》，定重庆为战时首都。16日，国民政府主席林森，遵循迁都大计，交代属下的文官、参军两处干员，清点好中华民国印信旗幡等重要器物，连夜登船，先离南京而首途重庆。并于12月1日正式办公，仅仅13天后日军便攻破南京。
重庆于1937年12月11日正式成为首都。1937年9月，驻扎重庆的川军刘湘部攻入日租界，宣布收复租界。1938年，英国、美国、法国、比利时、德国、瑞士驻华大使馆移驻重庆。1940年再定重庆为永久陪都。

1941年12月，蒋中正國民政府在重庆发表文书与纳粹德国宣战，德国驻华大使馆关闭。

大韩民国临时政府旧址

1941年12月，韩国流亡政府迁入今渝中区办公，重庆成为1941-1945年间韩国流亡政府的临时驻地。
1939年（民國二十八年）5月5日，南京国民政府颁令，将重庆升格为甲等中央院辖市（即直辖市），辖区范围大致为今重庆主城区，而北碚市（今北碚区）为中央行政院和临时政府所在地。
在1937年到1944年间，重庆作为中华民国战时首都，有数以万计的企业、学校，近8万吨黄金都搬迁至重庆，重庆成为二战时期中国的政治、经济、文化中心，反法西斯战争远东指挥中心。另外，国民革命军空军的作战飞机，美国志愿飞行团“飞虎队”都曾经驻扎在重庆。在抗战中，重庆共组织川军62万人，占川军总数的一半还要多，是川军的绝对主力。出川作战的57个师中，有一半以上的部队均是嘉陵道籍士兵。
从1938年2月18日起至1944年12月19日，日本对陪都重庆进行了长达6年半的重慶大轟炸。其中1941年6月5日的大隧道惨案造成7764名市民窒息死亡。后蒋中正在渝中区邹容路与五四路口设立“精神堡垒”昭示国民政府与重庆人民抗战到底，愿战败而亡不愿投降而亡的决心。在渝中区人民公园有重庆市消防人员殉职纪念碑，在临江门都市广场附近亦有重庆大轰炸纪念遗址。
1945年抗日战争胜利后，为避免内战、争取和平，政府（中国国民党）同中国共产党在重庆进行为期43天的和平谈判，史称「重庆谈判」。
1946年2月10日，重庆市区较场口在举行“庆祝政治协商会议成功大会”时发生骚乱事件，李公朴、施复亮称其遭到“殴打”。郭沫若、陶行知、章乃器和新闻记者及劳协会员等六十余人也被“打伤”。中共官方后来称其为较场口血案，而中华民国方面则称之为“较场口事件”。
1949年9月2日，重庆发生火灾，延烧十八小时，死亡近万人，全市精华损失大半，中国国民党指出为中国共产党纵火。同月九日，南岸大火，焚毁八十余家。随着中国人民解放军在南方战场上的进攻，中华民国国军节节败退。10月11日，总统令公布政府将于10月15日第二次移往重慶办公。10月13日，代总统李宗仁由廣州飞往桂林，行政院各首长由廣州迁往重慶。10月15日，宣布中华民国政府正式在重慶办公。10月18日，陪都各界欢迎政府迁渝大会。11月1日，中国人民解放军攻占重庆的南泉战役打响。11月27日，中国国民党中央直接授权中统对关押于渣滓洞、白公馆的中共政治犯进行“最后解决”，400多中共政治犯被处决，被称为“重庆一一·二七大屠杀”。11月28日，中华民国政府由重庆迁往成都。11月30日，解放军攻占重庆。